# (7075) Sadovnichij
(7075) Sadovnichij (1979 SN4) – planetoida z pasa głównego asteroid okrążająca Słońce w ciągu 4,38 lat w średniej odległości 2,68 j.a. Odkryta 24 września 1979 roku. Nazwa planetoidy pochodzi od Wiktora Sadowniczego, który od 1992 roku pełni obowiązki rektora Moskiewskiego Uniwersytetu Państwowego  im. M.W. Łomonosowa.